# Physiomorphus antennatus
Physiomorphus antennatus là một loài bọ cánh cứng trong họ Mycteridae. Loài này được Pollock miêu tả khoa học năm 2000.